# La Chaux (Saône-et-Loire)
La Chaux ist eine französische Gemeinde im Département Saône-et-Loire in der Region Bourgogne-Franche-Comté. Sie gehört zum Arrondissement Louhans und zum Kanton Pierre-de-Bresse. Der Ort hat 323 Einwohner (Stand 1. Januar 2022), sie werden Chaulais, respektive Chaulaises genannt.

## Geografie

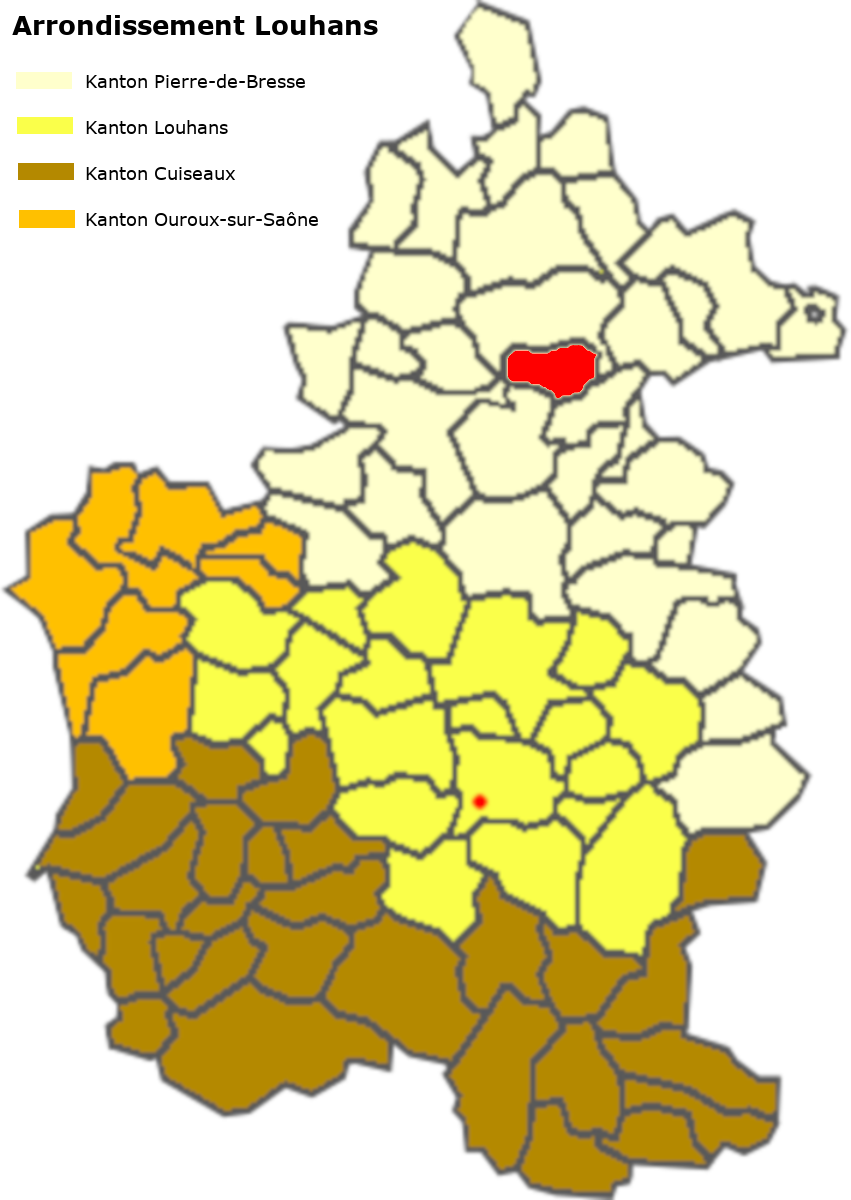
Lage der Gemeinde im Arrondissement Louhans

Die Gemeinde liegt in der Landschaft Bresse, südlich von La Chapelle-Saint-Sauveur, dessen Gemeindegebiet La Chaux auf drei Seiten umklammert. Aus dem zentralen Teil entwässert der Ruisseau des Armetières den größten Teil des Gemeindegebietes und führt das Wasser Richtung Nordosten ab. Im nordwestlichen Gemeindegebiet entspringt der Ruisseau de Grange, der nach Nordwesten entwässert, bis er in die Guyotte mündet. In Nord-Süd-Richtung wird die Gemeinde von der Departementsstraße D13 von La Chapelle-Saint-Sauveur nach Louhans durchzogen. Die Trasse der D13 deckt sich weitgehend mit der Römerstraße die von Pierre nach Louhans führte. Unmittelbar nördlich des Bourg und auf der Grenze zu La Chapelle-Saint-Sauveur zweigt die Departementsstraße D313 nach Südwesten ab, um Mervans zu erreichen. Das Gemeindegebiet weist keine größeren Waldflächen auf, das Gebiet wird fast vollständig landwirtschaftlich genutzt. Die Gemeinde ist stark zersiedelt und weist rund 25 bewohnte Weiler auf, wenn auch teilweise lediglich mit einem oder zwei Wohnhäusern. Zur Gemeinde gehören folgende Weiler und Fluren: Accrochoux, Bacheley, Bernards, Berteaux, Bois-Brûlé, Bois-de-Feures, Borgeot, Chapots, Chivière, Champ-Renaud, Cocagne, Communauté, Défriché, Désert, Folie, Fontenay, Fontenelles, Guinards, Maison-Blanche, Mirbel, Moireaux, Moutons, Petites-Fontenelles, Pins, Rabuts, Repesses, Truchards, Us, Vernet.

### Klima
Das Klima in La Chaux ist warm und gemäßigt. Es gibt das ganze Jahr über deutliche Niederschläge, selbst der trockenste Monat weist noch hohe Niederschlagsmengen auf. Die Klassifikation des Klimas nach Köppen und Geiger ist Cfb ((Gemäßigtes) Ozeanklima). Die Temperatur liegt im Jahresdurchschnitt bei 11,9 °C. Der wärmste Monat ist der Juli mit einer Durchschnittstemperatur von 21,1 °C, der kälteste der Januar mit 3,2 °C. Über ein Jahr verteilt summieren sich die Niederschläge auf 1081 mm, dabei ist der November mit 117 mm der niederschlagsreichste, während Juli als trockenster Monat 72 mm aufweist. Über das ganze Jahr werden etwa 2764 Sonnenstunden gezählt.
|                        | Jan | Feb | Mär  | Apr  | Mai  | Jun  | Jul  | Aug  | Sep  | Okt  | Nov  | Dez |   |      |
| Mittl. Temperatur (°C) | 3,2 | 3,9 | 7,5  | 11,1 | 15,0 | 19,1 | 21,1 | 20,7 | 16,9 | 12,9 | 7,3  | 4,1 | ⌀ | 11,9 |
| Mittl. Tagesmax. (°C)  | 6,2 | 7,6 | 11,9 | 15,7 | 19,3 | 23,8 | 25,7 | 25,4 | 21,4 | 16,9 | 10,5 | 6,8 | ⌀ | 16   |
| Mittl. Tagesmin. (°C)  | 0,6 | 0,5 | 3,2  | 6,4  | 10,3 | 14,1 | 16,1 | 15,8 | 12,7 | 9,2  | 4,4  | 1,5 | ⌀ | 7,9  |
|                        |     |     |      |      |      |      |      |      |      |      |      |     |   |      |
| Niederschlag (mm)      | 98  | 83  | 80   | 90   | 93   | 77   | 72   | 73   | 87   | 104  | 117  | 107 | Σ | 1081 |

| 0,6 |

| 0,5 |

| 3,2 |

| 6,4 |

| 10,3 |

| 14,1 |

| 16,1 |

| 15,8 |

| 12,7 |

| 9,2 |

| 4,4 |

| 1,5 |

| 0,6 |

| 0,5 |

| 3,2 |

| 6,4 |

| 10,3 |

| 14,1 |

| 16,1 |

| 15,8 |

| 12,7 |

| 9,2 |

| 4,4 |

| 1,5 |

## Toponymie
Im 12. Jahrhundert wird La Chaux in den Pouillés de Besançon als La Chaz erwähnt. Über die genaue Herkunft des Namens bestehen verschiedene Theorien. Guillemaut vermutet, der Name könnte auf  lateinisch callis = Straße, Gasse, auch Chaussee zurückzuführen sein, wegen der Nähe zur Römerstraße. Der Ort La Chaux-en-Bresse liegt ebenfalls an der Römerstraße nach Poligny, letztlich also eine plausible Erklärung.
Zwar wird heute vermutet, der Name gehe auf das mittellateinische calma zurück (zusammengezogen aus calamus) = baumloses Feld. Chaux oft mit Ergänzungen und in Zusammensetzungen kommt im Gebiet des Jura und der Bresse häufig vor, hängt jedoch kaum mit der heutigen Bedeutung (Chaux = Kalk) zusammen, zumal gerade in der Bresse Kalkstein überhaupt nicht vorkommt.

## Geschichte
Seit dem 13. Jahrhundert war La Chaux ein Lehen, das später eine Motte und eine Festung aufwies. Im Rodel von 1553 werden unter anderem die Gerichtsbarkeit, die Kosten bei Handänderungen, die Beschlagnahme von herrenlosen Gütern geregelt. Das Jagdrecht steht ausschließlich dem Feudalherrn zu, diesem sind im Weiteren die Zungen von allen geschlachteten Kühen und Stieren abzuliefern. Frischvermählte haben am Tag nach der Hochzeit gemeinsam ein halbes Maß Weizenmehl auf das Schloss zu bringen. Geregelt werden ferner die Pflichten der Eigenleute bezüglich Wachdienst, Unterhaltsarbeiten wie Reinigung des Wassergrabens und Unterhalt der Schlossbrücke. Jeder Einwohner hat zudem jährlich ein Huhn abzuliefern.
Herren von La Chaux waren 1511 Ritter Charles de Poupet, 1555 Estienne d'Ugny, anschließend die Bataille de Mandelot, eine alte Familie, die besonders im 18. Jahrhundert mehrere hohe Offiziere hervorbrachte. Ihr Wahlspruch lautete: ex bello pax (Aus dem Krieg wird Friede).
La Chaus, später La Chaz und La Chaulx liegt an der alten Römerstraße von Pierre-de-Bresse nach Louhans. Seit dem Ende des 16. Jahrhunderts gehörte die Grundherrschaft den de Bataille de Mandelot. Von der Festung, die 1473 erstmals erwähnt wird, sind nur noch die Gräben sichtbar. Die Kirche stammt aus dem 18. Jahrhundert. In der alten Kapelle der Herren von La Chaux, der heutigen Dorfkirche, befanden sich ehemals mehrere Gräber der Batailles, mit der Devise Bataille pour Dieu, ex bello pax. Gegenüber der Kirche befindet sich das Pfarrhaus mit einer schön geschnitzten Eingangstür. 1902 wurde die neue Mairie-École erstellt, die alte bestand noch aus Lehmwänden und war mit Stroh gedeckt. 1923 wurde der heutige Friedhof gebaut und 1950 das Foyer rural (Mehrzweckgebäude). Ehemals bestanden drei Mühlen an den zahlreichen Étangs, 1988 noch 35 Landwirtschaftsbetriebe.

### Die Herren von la Chaux
In la Chaux bestand eine Burg mit Wassergräben, die schon im 13. Jahrhundert erwähnt wird, heute steht dort ein Bauernhaus.
1511 war Charles de Poupet, Ritter, Herr von la Chaux und Charette, 1555 war es Estienne d’Ugny. Durch die Heirat von Nicole d’Ugny mit Philibert de Beaurepaire ging das Lehen an diese Familie über. Das Lehen la Chaux wurde für 19.320 Livres verkauft an Nicolas Buret, Écuyer, Kavalleriehauptmann im Dienst des Herzogs von Savoyen. Er verkaufte das Lehen an Aimé Pinsonnat, Herr und Baron von Bellevesvre.
Bei einem erneuten Verkauf wurde Michel Bataille, Écuyer, Herr von Mandelot, la Chaux, Saint-Bonnet, Taperey – er huldigte weiterhin den Herren von Bellevesvre. In der Kirche von la Chaux sind mehrere Familienmitglieder der de Bataille bestattet, ihre Devise war: «Bataille pour Dieu, ex bello pax» (Zweideutiger Wahlspruch: 1° Die Familie Bataille für Gott, aus dem Krieg wird Frieden, oder 2° Die Schlacht für Gott, aus dem Krieg wird Frieden). Henri Charles Bataille, Graf von Mandelot, Herr von la Chaux war am Ende der Regierungszeit von Louis XV., um 1770, Kapitän zur See der königlichen Flotte. Sein Sohn, Henri Camille Sophie Bataille, Graf von Mandelot, war unter Louis XVI. kommandierender Hauptmann des Dragonerregiments d’Artois.

## Bevölkerung
| La Chaux: Einwohnerzahlen von 1793 bis 2020 | La Chaux: Einwohnerzahlen von 1793 bis 2020 | La Chaux: Einwohnerzahlen von 1793 bis 2020 | La Chaux: Einwohnerzahlen von 1793 bis 2020 | La Chaux: Einwohnerzahlen von 1793 bis 2020 |
| --- | ------------------------------------------- | ------------------------------------------- | ------------------------------------------- | ------------------------------------------- |
| Jahr |                                             |                                             |                                             | Einwohner                                   |
| 1793 | 1793                                        |                                             | 560                                         | 560                                         |
| 1800 | 1800                                        |                                             | 535                                         | 535                                         |
| 1806 | 1806                                        |                                             | 560                                         | 560                                         |
| 1821 | 1821                                        |                                             | 646                                         | 646                                         |
| 1831 | 1831                                        |                                             | 708                                         | 708                                         |
| 1836 | 1836                                        |                                             | 646                                         | 646                                         |
| 1841 | 1841                                        |                                             | 651                                         | 651                                         |
| 1846 | 1846                                        |                                             | 652                                         | 652                                         |
| 1851 | 1851                                        |                                             | 663                                         | 663                                         |
| 1856 | 1856                                        |                                             | 596                                         | 596                                         |
| 1861 | 1861                                        |                                             | 598                                         | 598                                         |
| 1866 | 1866                                        |                                             | 618                                         | 618                                         |
| 1872 | 1872                                        |                                             | 555                                         | 555                                         |
| 1876 | 1876                                        |                                             | 591                                         | 591                                         |
| 1881 | 1881                                        |                                             | 662                                         | 662                                         |
| 1886 | 1886                                        |                                             | 599                                         | 599                                         |
| 1891 | 1891                                        |                                             | 587                                         | 587                                         |
| 1896 | 1896                                        |                                             | 604                                         | 604                                         |
| 1901 | 1901                                        |                                             | 611                                         | 611                                         |
| 1906 | 1906                                        |                                             | 636                                         | 636                                         |
| 1911 | 1911                                        |                                             | 621                                         | 621                                         |
| 1921 | 1921                                        |                                             | 523                                         | 523                                         |
| 1926 | 1926                                        |                                             | 527                                         | 527                                         |
| 1931 | 1931                                        |                                             | 476                                         | 476                                         |
| 1936 | 1936                                        |                                             | 472                                         | 472                                         |
| 1946 | 1946                                        |                                             | 462                                         | 462                                         |
| 1954 | 1954                                        |                                             | 414                                         | 414                                         |
| 1962 | 1962                                        |                                             | 390                                         | 390                                         |
| 1968 | 1968                                        |                                             | 374                                         | 374                                         |
| 1975 | 1975                                        |                                             | 358                                         | 358                                         |
| 1982 | 1982                                        |                                             | 293                                         | 293                                         |
| 1990 | 1990                                        |                                             | 288                                         | 288                                         |
| 1999 | 1999                                        |                                             | 286                                         | 286                                         |
| 2006 | 2006                                        |                                             | 293                                         | 293                                         |
| 2009 | 2009                                        |                                             | 300                                         | 300                                         |
| 2014 | 2014                                        |                                             | 306                                         | 306                                         |
| 2020 | 2020                                        |                                             | 323                                         | 323                                         |
| Quelle(n): EHESS/Cassini bis 2006, ab 2009 INSEE Anmerkung(en): • Ab 1962 offizielle Zahlen ohne Einwohner mit Zweitwohnsitz • Höchste Einwohnerzahl 1831 mit 708, tiefste Einwohnerzahl 1999 mit 286 (40,4 % vom Maximum) |                                             |                                             |                                             |                                             |

| Bevölkerungsstruktur | Anzahl Einwohner | männlich | weiblich | davon Ausländer | Anteil % |
| -------------------- | ---------------- | -------- | -------- | --------------- | -------- |
|                      | 322              | 160      | 162      | 26              | 8,1      |

| Männer | Alterstufe | Frauen |
| ------ | ---------- | ------ |
| 1      | 90 + älter | 0      |
| 16     | 75–89      | 13     |
| 31     | 60–74      | 43     |
| 42     | 45–59      | 38     |
| 20     | 30–44      | 25     |
| 24     | 15–29      | 15     |
| 27     | 0–14       | 28     |

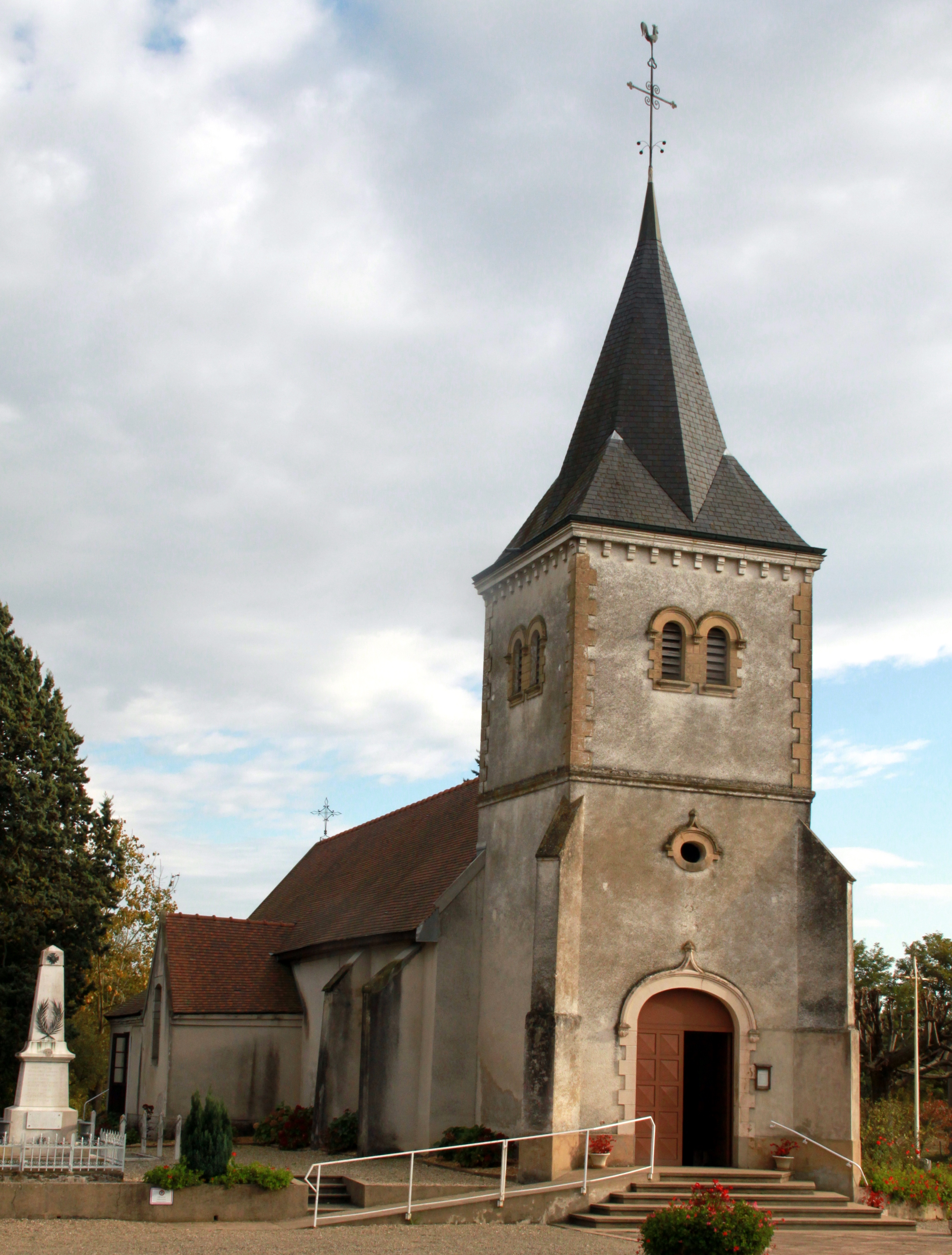
Kirche Conversion-de-Saint-Paul von La Chaux (Saône-et-Loire)

Die Bevölkerungsstruktur zwischen Männern und Frauen ist ausgeglichen, wobei 43 % der Bevölkerung jünger als 45 Jahre sind. Demgegenüber sind 32 % der Einwohner älter als 60 Jahre und damit im Rentenalter.
| Wohnstruktur               | Anzahl Wohneinheiten | davon Häuser | Wohnungen | sonstige |
| -------------------------- | -------------------- | ------------ | --------- | -------- |
|                            | 184                  | 181          | 3         |          |
| davon Hauptwohnsitz        | 141                  |              |           |          |
| Zweit- oder Ferienwohnsitz | 26                   |              |           |          |
| vakant                     | 17                   |              |           |          |

## Wirtschaft und Infrastruktur

### Unternehmen, Betriebe, Ladengeschäfte und Einrichtungen
In der Gemeinde befinden sich nebst Mairie und Kirche folgende Unternehmen nach Branchen:
| Branche                                                           | Anzahl Betriebe |
| ----------------------------------------------------------------- | --------------- |
| Industrie und verarbeitendes Gewerbe                              | 2               |
| Baugewerbe                                                        | 6               |
| Groß- und Einzelhandel, Verkehr, Beherbergung und Gastronomie     | 9               |
| Information und Kommunikation                                     |                 |
| Finanz- und Versicherungsdienstleistungen                         |                 |
| Grundstücks- und Wohnungswesen                                    | 2               |
| Freiberufliche, wissenschaftliche und technische Dienstleistungen | 2               |
| Öffentliche Verwaltung, Unterricht, Gesundheits- und Sozialwesen  |                 |
| Sonstige Dienstleistungen                                         | 2               |
| Land- und Forstwirtschaftsbetriebe                                | 9               |

In der Gemeinde befinden sich eine Bäckerei, eine Autogarage und ein Bauunternehmen, ferner ein Restaurant, eine Schreinerei/Zimmerei und zwei Elektriker. Mit den Gütern des täglichen Bedarfs versorgen sich die Einwohner in Serley oder in Saint-Germain-du-Bois.

### Geschützte Produkte in der Gemeinde
Als AOC-Produkte sind in La Chaux Volaille de Bresse und Dinde de Bresse zugelassen.

### Bildungseinrichtungen
In der Gemeinde besteht eine École primaire (École maternelle und École élémentaire), die der Académie de Dijon untersteht und von 47 Schülern besucht wird. Für die Schule gilt der Ferienplan der Zone A.